# T-Home
A T-Home egy olyan összefoglaló márkanév a Magyar Telekomon belül, amely a T-Com, T-Online és T-Kábel vezetékes szolgáltatásainak új elnevezését takarja. A nevet azért választották, hogy határozottan elkülönüljenek a vezetékes szolgáltatások az egyesített mobil-szolgáltatásoktól, melyet cégen belül a T-Mobile nyújt.

## Története

### 2008–2009
2008. június 26-án döntött a Magyar Telekom ügyvezető bizottsága arról, hogy a vállalat még az ősszel bevezeti a T-Com, T-Online és T-Kábel márkákat felváltó T-Home márkát. A T-Home megjelenésével egy időben a Magyar Telekomhoz kapcsolódó „T” márka, valamint a lakossági és üzleti mobilszolgáltatások márkája, a T-Mobile is megújult.
A döntés célja, hogy a Magyar Telekom a Deutsche Telekomnál még 2007 májusában kialakított egyszerűbb, az ügyfelek számára az egyértelmű azonosítást segítő márkastruktúrát vezessen be, ezzel is erősítve piacvezető pozícióját. A márkastruktúra átformálásával a megújuló Magyar Telekom erőteljesebben kihasználhatja azon előnyét, hogy a hazai távközlési piacon egyedülállóan széles körű szolgáltatásválasztékkal rendelkezik.
A Magyar Telekom ügyfelei a márkaváltás nyomán T-Home néven vehették igénybe 2013-ig a T-Com, T-Online és T-Kábel kínálatában elérhető, az otthonokhoz kapcsolódó vezetékes kommunikációs és szórakoztató szolgáltatásokat. November 24-én útjára indult a Sat Tv, a T-Home műholdas televízió szolgáltatása, így a televíziózás már nemcsak kábeles és IP hálózaton érhető el, hanem műholdon is a cég ügyfelei számára.
2008. december 1-én új területeken jelenik meg a VDSL és a HDTV szolgáltatás, többek közt Budapest, Pécs, Miskolc és Debrecen egyes részein.

### 2010–2011
- Új ismeretterjesztő csatorna jelent meg a T-Home kínálatában, Da Vinci Learning néven.[4]

### 2013
- A T-Home márkanév megszűnt, a tv, internet és vezetékes telefon otthoni szolgáltatások jelenleg a T-Mobile-lal összevonva, Telekom márkanéven kerül értékesítésre.

## Termékek

### Telefon
- Hagyományos telefonvonal szolgáltatás kiegészítő csomagokkal
- Digitális DSL-telefon
- Digitális kábeltelefon

### Internet
- DSL – A szolgáltatás ADSL (aszimmetrikus DSL) technológia által, a telefonhálózat segítségével biztosítja az internet-elérést. Szinte mindenhol elérhető.
- Kábelnet – Kábeltelevíziós hálózaton nyújtott széles sávú internet szolgáltatás. A legtöbb területen elérhető.
- Optinet – A rézdrótos megoldásokkal, fémhuzalokkal szemben az adatok üvegszálas hálózaton „áramlanak”, így lényegesen kevesebb jel vész el és a környezeti hatásokkal szemben is védettebbek, valamint jóval nagyobb sebesség is elérhető. Jelenleg erősen korlátozott területeken érhető csak el.[5]

### TV
- Kábel TV – analóg vagy digitális rendszerű TV szolgáltatás.
- Sat TV – Műholdas, digitális TV (DVB-S) szolgáltatás. (Az Amos 3 műholdról sugározzák Conax titkosítással.)
- IPTV – Internetes, digitális műsorszóráson alapuló TV szolgáltatás.

#### Prémium opció
Külön igényelhető Prémium opció (interaktív) Sat TV és IPTV szolgáltatásokhoz, mely megállítható, visszajátszható élő adás, egy gombnyomásos és időzített felvétel lehetőségét kínálja.

### Energia
Az energiapiac liberalizációja óta szabadon megválasztható, hogy az ügyfél mely szolgáltatótól veszi az villamos energiát és a földgázt, miközben ezeket továbbra is a meglévő vezetékeken keresztül kapja. 2010. május 17-től már a Telekom is kínálja ügyfeleinek energiaszolgáltatását.